# 1892
1892 (MDCCCXCII) var ett skottår som började en fredag i den gregorianska kalendern och ett skottår som började en onsdag i den julianska kalendern.

## Händelser

### Mars
- 15 mars – Den engelska fotbollsklubben Liverpool FC bildas.
- 23 mars – På Hamburger Börs i Stockholm bildas Riksföreningen för skidlöpningens främjande i Sverige.[1]

### Maj
- 11 maj – Johan Petter Johansson får patent på skiftnyckeln.

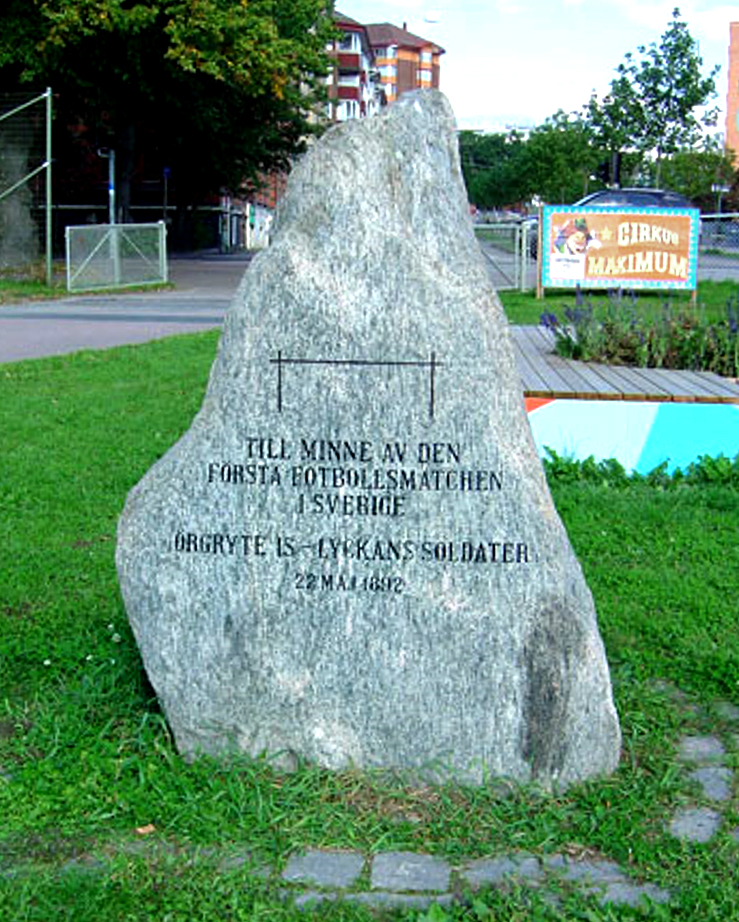
Örgryte IS slår IS Lyckans Soldater i första fotbollsmatchen med moderna regler mellan två svenska lag.

- 22 maj – Den första fotbollsmatchen i Sverige spelas på Heden i Göteborg mellan Örgryte IS och IS Lyckans Soldater. Resultatet blir 1-0 till Örgryte IS.[2]
- 25 maj – Cirkus på Djurgården invigs.

### Juni
- 11 juni – Stockholms allmänna kvinnoklubb grundas.

### Juli
- 28 juli – Sven Hedin promoveras till filosofie doktor med avhandlingen Der Demavend nach eigener Beobachtung.
- Juli – Norrmännen kräver upprättandet av ett norskt konsulatsväsende i utlandet.

### Augusti
- 4 augusti – Lizzie Bordens dubbelmord.
- 6 augusti – Det nya länslasarettet i Örebro invigs.

### November
- 8 november

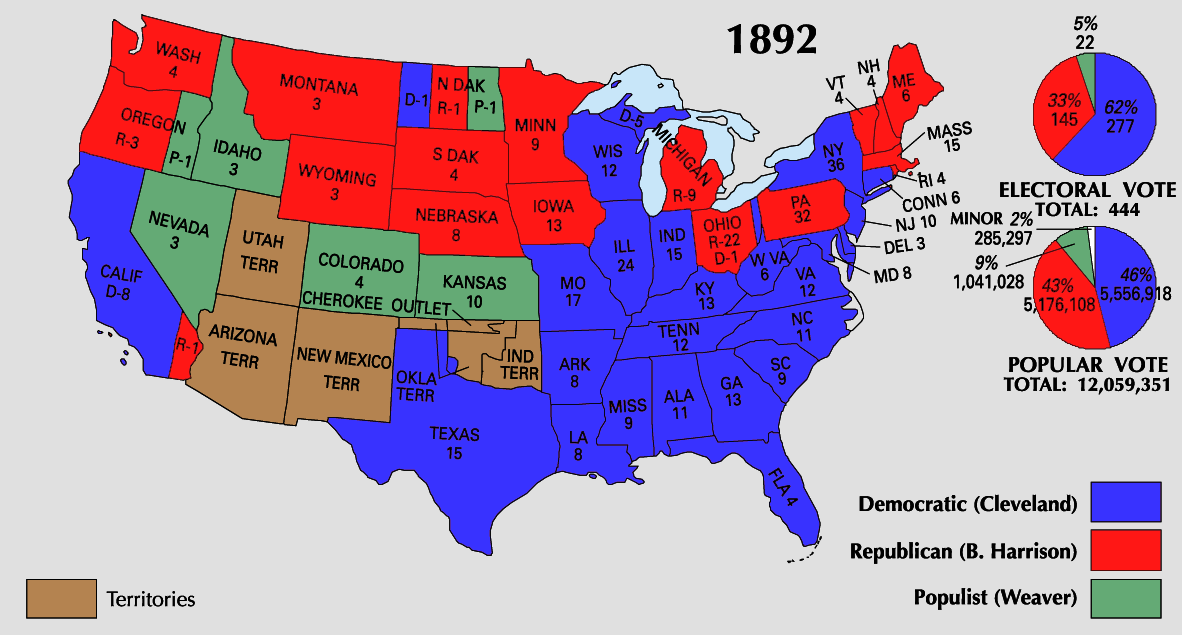
Presidentval i USA.

- - Demokraten Grover Cleveland besegrar republikanen Benjamin Harrison vid presidentvalet i USA.
  - Anarkister placerar en bomb vid Avenue de l'Opera i Paris som dödar sex människor vid en polisstation.
  - Storstrejken i New Orleans börjar och varar i fyra dagar.
- 17 november – Franska soldater ockuperar Abomey, Dahomey.
- 22 november – Aftonbladets och därmed Sveriges första löpsedel uppsätts i Stockholm.
- November – En svensk härordningsreform genomförs varvid värnpliktsarméns övningstid utökas från 42 till 90 dagar. Grundskatter och indelningsverk avskrivs successivt.

### Okänt datum
- Med boken Interludes being Two Essays, a Story, and Some Verses av Horace Smith nämns för första gången kvinnliga butlers.[3]
- Det Gustavianska operahuset rivs för att ge plats åt den nya operan vid Gustav Adolfs torg.
- Stockholms första kommunala elektricitetsverk färdigbyggs.
- ASEA står bakom elektrifieringen av valsverket Hofors, det första i sitt slag i världen.
- Bofors tillverkar sin första kanon.
- Alexander Lagermans komplettmaskin, med vilken man kan massproducera tändstickor, blir klar och börjar användas på Jönköpings Tändsticksfabrik.
- Örebromissionen grundas.
- Det första velocipedloppet i Sverige, Mälaren runt, hålls och vinns av Gustaf Fjæstad.
- Svenska kvinnors äktenskapsålder bestäms till sjutton år.
- Den svenska kulturtidskriften Ord och bild börjar utkomma.
- Erika Aittamaa formger Lovikkavanten.
- Cirkus i Stockholm invigs.[4]
- Kvinnoorganisationen Ligue belge du droit des femmes bildas.

## Födda

### Första kvartalet

#### Januari
- 1 januari
  - Manuel Roxas y Acuña, filippinsk politiker, president 1946–1948. (död 1948)
  - Sven d'Ailly, svensk operasångare, lutaspelare, teaterregissör och skådespelare. (död 1969)
- 3 januari – J.R.R. Tolkien, brittisk författare. (död 1973)
- 7 januari – Dwight W. Burney, amerikansk republikansk politiker. (död 1987)
- 14 januari – Martin Niemöller, tysk teolog, nazikritiker. (död 1984)
- 19 januari – Scott W. Lucas, amerikansk demokratisk politiker. (död 1968)
- 28 januari – Augusto Genina, italiensk regissör. (död 1957)
- 29 januari – Reinhard Sorge, tysk dramatiker. (död 1916)
- 30 januari – Sten Njurling, svensk kompositör och kapellmästare. (död 1945)

#### Februari
- 4 februari – Yrjö Kilpinen, finländsk tonsättare. (död 1959)
- 9 februari – Peggy Wood, amerikansk skådespelare. (död 1978)
- 13 februari
  - Elsa Carlsson, svensk skådespelare. (död 1978)
  - Robert H. Jackson, amerikansk jurist och politiker. (död 1954)
- 16 februari – Carl Auen, tysk skådespelare. (död 1972)
- 28 februari – Kenneth S. Wherry, amerikansk republikansk politiker, senator 1943–1951. (död 1951)

#### Mars
- 10 mars – Arthur Honegger, schweizisk tonsättare. (död 1955)
- 16 mars – Marian Zyndram-Kościałkowski, polsk politiker. (död 1946)
- 25 mars – Gunnar Malmström, svensk kompositör, musikarrangör och musiker. (död 1961)
- 26 mars
  - Otto Adelby, svensk statistskådespelare. (död 1974)
  - Paul Douglas, amerikansk ekonom och demokratisk politiker, senator 1949–1967. (död 1976)
- 27 mars – John Degerberg, svensk skådespelare. (död 1972)
- 29 mars – József Mindszenty, ungersk kardinal. (död 1975)
- 30 mars
  - Stefan Banach, polsk matematiker. (död 1945)
  - Erhard Milch, tysk militär, generalfältmarskalk 1940, krigsförbrytare. (död 1972)

### Andra kvartalet

#### April
- 4 april – Edith Södergran, finlandssvensk poet. (död 1923)
- 8 april
  - Rose McConnell Long, amerikansk demokratisk politiker, senator 1936–1937. (död 1970)
  - Richard Neutra, amerikansk arkitekt. (död 1970)
  - Mary Pickford, amerikansk skådespelare, manusförfattare och producent. (död 1979)
- 10 april – Georg Carlsson, svensk hemmansägare och politiker (centerpartist). (död 1975)
- 13 april – Arthur Travers Harris, brittisk fältmarskalk, flygmarskalk under andra världskriget. (död 1984)
- 17 april – Tor Björnberg, svensk sparbanksdirektör och politiker (högerpartiet). (död 1986)
- 23 april – Richard Huelsenbeck, tysk författare. (död 1974)
- 24 april – Pierre Maudru, fransk manusförfattare och regissör. (död 1992)
- 30 april – Ivan Oljelund, svensk författare. (död 1978)

#### Maj
- 2 maj – Manfred von Richthofen, tysk flygare under första världskriget, känd som "Röda Baronen". (död 1918)
- 5 maj – Gösta Sandin, svensk filmproducent. (död 1969)
- 7 maj – Josip Broz Tito, jugoslavisk politiker (kommunist), regeringschef 1945–1963, president 1953–1980. (död 1980)
- 9 maj – Eric Westberg, svensk musikorganisatör, kompositör och dirigent. (död 1944)
- 12 maj – Ferdinand Schörner, tysk generalfältmarskalk. (död 1973)
- 17 maj – Sophia Bernadotte, svensk friherrinna. (död 1936)
- 20 maj – Harry J. Anslinger, amerikansk diplomat. (död 1975)
- 28 maj – Sepp Dietrich, tysk SS-officer (Oberstgruppenfûhrer). (död 1966)
- 31 maj
  - Gregor Strasser, tysk nazistisk politiker. (död 1934)
  - Erich Neumann, tysk nazistisk politiker. (död 1951)

#### Juni
- 16 juni – Theodor Berthels, svensk skådespelare, regissör och manusförfattare. (död 1951)
- 21 juni
  - Hilding Rosenberg, svensk kompositör och dirigent. (död 1985)
  - Reinhold Niebuhr, amerikansk teolog och filosof. (död 1971)
- 22 juni – Robert von Greim, tysk flygmilitär, generalfältmarskalk. (död 1945)
- 26 juni
  - Pearl S. Buck, amerikansk författare, nobelpristagare. (död 1973)
  - Helmer Molander, svensk ombudsman och politiker. (död 1963)
- 28 juni – Torsten Hillberg, svensk skådespelare. (död 1954)
- 30 juni – Oswald Pohl, tysk nazistisk politiker. (död 1951)

### Tredje kvartalet

#### Juli
- 2 juli – Olaf Kullmann, norsk fredsaktivist. (död 1942)
- 3 juli – Greatrex Newman, brittisk författare och manusförfattare. (död 1984)
- 11 juli – Giorgio Federico Ghedini, italiensk tonsättare. (död 1965)
- 15 juli – Walter Benjamin, tysk filosof, litteraturvetare och konstkritiker. (död 1940)
- 16 juli – Bertil Ehrenmark, svensk skådespelare. (död 1966)
- 18 juli – Gabriel Jönsson, svensk poet. (död 1984)
- 22 juli – Arthur Seyss-Inquart, österrikisk-tysk nazistisk politiker och jurist. (död 1946)
- 23 juli – Haile Selassie, Etiopiens kejsare 1930–1936 och 1941–1974. (död 1975)

#### Augusti
- 2 augusti – Jack Warner, amerikansk filmbolagsdirektör och filmproducent. (död 1978)
- 4 augusti – Bo Kalling, svensk uppfinnare. (död 1975)
- 5 augusti – John Wallin, svensk skådespelare. (död 1947)
- 7 augusti – Einar Forseth, svensk konstnär. (död 1988)
- 8 augusti – Wall Doxey, amerikansk demokratisk politiker. (död 1962)
- 11 augusti – Władysław Anders, polsk militär och politiker. (död 1970)
- 20 augusti – George Aiken, amerikansk republikansk politiker, senator 1941–1975. (död 1984)
- 23 augusti – Alexander G. Barry, amerikansk republikansk politiker, senator 1938–1939. (död 1952)

#### September
- 3 september – Karl Kinch, svensk skådespelare, teaterledare, regissör och operettsångare (tenor). (död 1981)
- 4 september – Darius Milhaud, fransk tonsättare. (död 1974)
- 8 september – Tottan Skantze, svensk skådespelare. (död 1947)
- 9 september – Tsuru Aoki, japansk-amerikansk skådespelare. (död 1961)
- 21 september – Olof Ås, svensk inspicient och skådespelare. (död 1949)
- 25 september – Walter Frank Woodul, amerikansk demokratisk politiker. (död 1984)
- 27 september – Jacob Wallenberg, svensk bankman och företagsledare. (död 1980)

### Tredje kvartalet

#### Oktober
- 1 oktober – Erik Österberg, svenskt statsråd och kommerseråd. (död 1974)
- 4 oktober – Engelbert Dollfuß, österrikisk förbundskansler 1932–1934. (död 1934)
- 17 oktober – Theodor Eicke, tysk SS-officer. (död 1943)
- 21 oktober – Lidija Lopuchova, rysk ballerina. (död 1981)
- 23 oktober – Gummo Marx, amerikansk skådespelare, en av Bröderna Marx. (död 1977)
- 25 oktober – John C. Bell, amerikansk republikansk politiker och jurist. (död 1974)
- 31 oktober
  - Aleksandr Alechin, rysk schackspelare. (död 1946)
  - Olof Thiel, svensk filmproducent och kompositör. (död 1978)

#### November
- 2 november – Paul Abraham, ungersk-tysk operettkompositör. (död 1960)
- 10 november – Frank A. Barrett, amerikansk republikansk politiker. (död 1962)
- 14 november – Hildur Ericsson, svensk lärarinna och riksdagspolitiker (socialdemokrat). (död 1983)
- 28 november – Rudolf Wendbladh, svensk skådespelare, regissör och teaterchef. (död 1968)
- 29 november – Gustav von Kahr, tysk konservativ politiker. (död 1934)
- 30 november – Baltzar Jennes, svensk präst. (död 1962)

#### December
- 4 december – Francisco Franco, spansk militär och politiker. (död 1975)
- 12 december
  - Ivar Nilzon, svensk lantbrukare och centerpartistisk riksdagspolitiker. (död 1975)
  - Knut Petersson, svensk journalist och politiker (folkpartiet). (död 1985)
- 21 december – Walter Hagen, amerikansk golfspelare. (död 1969)

## Avlidna

### Första kvartalet

#### Januari
- 2 januari – George Biddell Airy, 90, engelsk astronom.
- 7 januari – Sigge Wulff, 22, svensk varietéartist (lungsot).
- 10 januari – Carl Johan Dyfverman, 47, svensk skulptör.
- 16 januari – Axel Fredrik Granfelt, 76, finländsk teolog.

#### Februari
- 5 februari – Emilie Flygare-Carlén, 84, svensk författare.
- 9 februari – Alfred Moore Scales, 64, amerikansk demokratisk politiker och militär, guvernör i North Carolina 1885–1889.
- 27 februari – Louis Vuitton, 70, fransk väsktillverkare.
- 28 februari – Elias Nelson Conway, 79, amerikansk demokratisk politiker, guvernör i Arkansas 1852–1860.

#### Mars
- 14 mars – Carl Siegmund Franz Credé, 72, tysk läkare och professor.
- 26 mars – Walt Whitman, 72, amerikansk diktare.
- 28 mars – Domenico Tojetti, italiensk-amerikansk målare.

### Andra kvartalet

#### April
- 11 april – Carl Paul Caspari, 78, tysk-norsk teolog och orientalist.
- 17 april – Alexander Mackenzie, 70, Kanadas premiärminister 1873–1878.
- 22 april – Édouard Lalo, 69, fransk tonsättare.

#### Maj
- 29 maj – Bahá'u'lláh (Guds återglans), 74, bahá'í-trons grundare.

#### Juni
- 8 juni – Bob Ford, 30, mannen som mördade Jesse James.

### Tredje kvartalet

#### Juli
- 18 juli – Thomas Cook, 83, brittisk entreprenör.

#### Augusti
- 25 augusti – Christian Friedrich von Leins, 77, tysk arkitekt.
- 29 augusti – Jules Perrot, 82, fransk balettdansör och koreograf.

#### September
- 10 september – Anders Anderson, 70, svensk läkare och skald, ledamot av Svenska Akademien 1875–1892.

### Fjärde kvartalet

#### Oktober
- 2 oktober – Ernest Renan, 69, fransk filosof.
- 6 oktober – Alfred Tennyson, 83, engelsk skald.
- 7 oktober – Friedrich Schlögl, 70, österrikisk författare.
- 14 oktober – Peter Nicolai Arbo, 61, norsk konstnär.
- 21 oktober – Anne Charlotte Leffler, 43, svensk författare.
- 24 oktober – Robert Franz, 77, tysk kompositör.
- 26 oktober – Bernhard Windscheid, 75, tysk jurist.
- 30 oktober – Olga Nikolajevna Romanova, 70, rysk storfurstinna och drottning av Württemberg.

#### November
- 21 november – Jens Christian Hostrup, 74, dansk författare.
- 26 november – Charles Lavigerie, 67, fransk kardinal.
- 30 november – Pierre-Victor Galland, 70, fransk konstnär.

#### December
- 2 december – Jay Gould, 56, amerikansk finansman.
- 14 december – Adams George Archibald, 78, kanadensisk politiker.
- 15 december – Randall L. Gibson, 60, amerikansk demokratisk politiker och general, senator 1883–1892.
- 25 december – Nikolaj Adlerberg, 73, Finlands generalguvernör 1866-1881.
- 27 december – Axel Gadolin, 64, finländsk mineralog.
- 30 december – Tore Billing, 76, svensk landskapsmålare.

### Fotnoter
1. ↑  ”Friluftsfrämjandet”. Arkiverad från originalet den 30 augusti 2010. https://web.archive.org/web/20100830073038/http://www.friluftsframjandet.se/marsta-sigtuna/85.
2. ↑  ”Populär historia”. Arkiverad från originalet den 20 augusti 2010. https://web.archive.org/web/20100820071655/http://www.popularhistoria.se/o.o.i.s/454. Läst 16 mars 2011.
3. ↑  ”International Butler Academy”. Arkiverad från originalet den 11 september 2011. https://web.archive.org/web/20110911123133/http://www.butlerschool.com/interesting_facts.htm. Läst 26 september 2011.
4. ↑  ”100 år med Aftonbladet”. http://wwwc.aftonbladet.se/special/1900/00/noje.html. – Grammofonen – årets julklapp 1908, 1999